# Pelmatochromis
Pelmatochromis là chi (sinh học) thuộc họ Cá hoàng đế. Có 3 loài, 2 loài là loài đặc hữu ở Trung Phi, và một là đặc hữu ở Tây Phi. Các loài có kích thước từ 11,5–16,5 xentimét (4,5–6,5 in) chiều dài.

## Phân loài
- Pelmatochromis buettikoferi
- Pelmatochromis nigrofasciatus
- Pelmatochromis ocellifer